# مي تام
مي تام هي مغنية وكاتبة أغاني فيتنامية ولدت في 16 يناير 1981.

## روابط خارجية
مي تام على موقع IMDb (الإنجليزية)
- مي تام على موقع ميوزك برينز (الإنجليزية)
- مي تام على موقع أول ميوزيك (الإنجليزية)